# V6 LIVE TOUR 2007 Voyager -僕と僕らのあしたへ-
『V6 LIVE TOUR 2007 Voyager -僕と僕らのあしたへ-』（ブイシックス ライブ ツアー にせんなな ボイジャー ぼくとぼくらのあしたへ）は、2007年9月28日から11月18日に開催されたV6のライブツアー。また、その模様を収録した映像作品である。2008年2月13日発売。発売元はavex trax。

## 概要
- V6のライブツアー「“V6 LIVE TOUR 2007 Voyager -僕と僕らのあしたへ-”」（2007年9月28日-11月18日）をDVD化したもの。
- 限定生産盤は特典DISCが2枚（DISC-3、DISC-4）が付属している。

## 収録内容

### 本編映像
※Blu-ray盤ではDISC-1にまとめて収録。

#### DISC-1
1. Voyager 〜ボイジャー〜
2. Over Drive
3. Live Show
4. HONEY BEAT
5. MUSIC FOR THE PEOPLE
6. BEAT YOUR HEART
7. 愛のMelody
8. シュガー・ナイトメア
9. NO "FIN" - 岡田准一
10. ROCK THE HOUSE - Coming Century
11. Gram-8 - 20th Century
12. Time's on my side - 坂本昌行
13. My life - 長野博
14. Life goes on
15. Rainbow
16. ジャスミン
17. 愛しのナポリタン

#### DISC-2
1. way of life[1]
2. BRAND NEW DAY, BRAND NEW LIFE
3. 夕暮れオレンジ - 三宅健
4. ハジマリ
5. candy - 森田剛
6. I･N･O=NUT KID - 井ノ原快彦
7. サンダーバード-your voice-
8. Believe Your Smile
9. Darling
10. Can do! Can go!
11. 僕と僕らのあした
12. グッデイ!!（歌いわけ変えましたVersion）
13. WAになっておどろう
14. 特別な夜は平凡な夜の次に来る

### 特典映像

#### 全形態共通「Multi Angle」
※DVDではDISC-2、Blu-rayではDISC-1に収録。
1. BRAND NEW DAY, BRAND NEW LIFE（Original Version）
2. 夕暮れオレンジ（Original Movie）- 三宅健
3. ハジマリ（Original Photo Movie）

#### 初回生産限定盤

##### DISC-3
1. MULTI ANGLE COLLECTION
  1. Over Drive
  2. ROCK THE HOUSE - Coming Century
  3. Gram-8 - 20th Century
  4. ジャスミン
2. 激選！全国MCコレクション

##### DISC-4
1. 「愛しのナポリタン」全組みあわせコレクション
2. [TOUR DOCUMENT:Voyager -One Day of Voyager-]
  1. MULTI Version
  2. Yoshihiko Inohara Version
  3. Masayuki Sakamoto Version
  4. Hiroshi Nagano Version
  5. Ken Miyake Version
  6. Junichi Okada Version
  7. Go Morita Version
3. Junichi Okada Birthday Surprise

#### 通常盤・Blu-ray盤
DISC-1 
1. HONEY BEAT（マルチアングル映像）